# Summerau
Summerau (česky Sumerava) je část městyse Rainbach im Mühlkreis a název katastrálního území v okrese Freistadt ve spolkové zemi Horní Rakousy, které leží asi 2 kilometry západně od městyse samotného. V roce 2021 zde žilo 716 obyvatel.
Přes Summerau prochází hlavní evropské rozvodí – severně od centra osady teče potok Froscherbach, který je v povodí Vltavy. Jihovýchodně od centra osady teče potok Rainbach, který se vlévá na jih přes Feldaist do Dunaje.

## Historie
První písemná zmínka o osadě pochází z roku 1260. V roce 1872 došlo k napojení Summerau na železniční síť. Současná výpravní budova byla postavena v roce 1914 a po rozpadu Rakouska-Uherska v roce 1918 se z nádraží stala pohraniční stanice.

## Doprava
V Summerau končí železniční trať České Budějovice – Summerau, na kterou zde navazuje rakouská železniční trať Linz Hbf – Pregarten – Freistadt – Summerau, zvaná Summerauer Bahn. V roce 1975 byla trasa z Lince do Summerau elektrifikována. Vlakové nádraží se nachází cca 1 km severně od centra osady.